# After Chabón
After Chabón es el tercer y último álbum de estudio del grupo musical de Argentina Sumo. Fue editado en 1987. Según el vocalista Luca Prodan este fue el mejor álbum del grupo ya que no contiene ningún éxito único. La idea de tapa fue de Roberto Pettinato.
El álbum fue presentado el 10 de octubre de 1987 en el Estadio Obras Sanitarias ante más de 4 000 personas, fue invitado al concierto el músico Andrés Calamaro.

## Integrantes
- Luca Prodan: Voz.
- Germán Daffunchio: Guitarras (eléctrica y criolla).
- Ricardo Mollo: Guitarras (eléctrica y roland).
- Diego Arnedo: Bajo y contrabajo.
- Alberto "Superman" Troglio: Batería y percusión.
- Roberto Pettinato: Saxofón tenor, acordeón y piano.

## Lista de canciones
1. «Crua Chan» (3:32) (Prodan, Mollo, Daffunchio, Troglio)
2. «No tan distintos» (2:42) (Prodan, Arnedo, Troglio)
3. «Banderitas y globos» (3:00) (Prodan, Arnedo, Daffunchio)
4. «Mañana en el Abasto» (4:08) (Prodan, Arnedo, Pettinato, Mollo)
5. «Hola Frank» (3:12) (Prodan, Arnedo, Daffunchio, Mollo)
6. «Ojos de terciopelo» (3:35) (Prodan, Arnedo, Daffunchio, Mollo)
7. «Lo quiero ya» (2:18) (Pettinato, Arnedo, Daffunchio, Mollo)
8. «La gota en el ojo» (3:04) (Prodan, Arnedo)
9. «El cieguito volador» (3:21) (Prodan, Pettinato, Arnedo, Mollo)
10. «No te pongas azul» (4:06) (Prodan, Mollo, Arnedo, Daffunchio)
11. «Noche de paz» (2:09) (Tradicional)
12. «Percusion Baby» (3:46) (Prodan, Arnedo, Daffunchio)

## Ficha técnica
- Dirección Artística: Sumo y Timmy McKern.
- Técnico de Grabación: Mario Lastiri.
- Mezcla: Sumo y Mario Lastiri.
- Diseño de Tapa: Daniel Cortondo.
- Idea de Tapa: Roberto Pettinato.
- Coordinación CBS: Horacio Martínez.

Agradecimientos a: Horacio "Chofi" Faruolo, Ignacio Daffunchio, Marcelo Fernández, Marcelo Gasió.